# Dąbrowa (powiat kętrzyński)
Dąbrowa – osada leśna w Polsce położona w województwie warmińsko-mazurskim, w powiecie kętrzyńskim, w gminie Kętrzyn. Miejscowość wchodzi w skład sołectwa Mażany.
W latach 1975–1998 miejscowość administracyjnie należała do województwa olsztyńskiego.